# Утробата
Утро́бата или Тангарды́к-Кая́ — древнее пещерное фракийское святилище, относящееся к XI—X векам до н. э. Объект расположен в Кырджалийской области Болгарии у села Илиница, в урочище Тангардык-Кая примерно в 12 км к северо-западу от Кырджали.
Пещера представляет собой щель в скале естественного происхождения со следами дополнительной обработки с целью подчеркнуть её сходство с женскими половыми органами и увеличить глубину до 22 м. Ряд археологов, исследовавших пещеру, предпочитают называть её Тангардык-Кая по турецкому названию местности. Название Тангардык («гремящая») может относиться к низкому тембру резонирующих звуков в пещере — следствие обустроенного в середине пещеры резонирующего купола, звуки низкого тембра из пещеры могут раздаваться по всему урочищу.
Высота входного проёма пещеры — 3 м, ширина — 2,5 м, а глубина — около 22 м. На дне пещеры заметен выдолбленный в скале алтарь высотой чуть больше метра. В верхней части пещеры есть отверстие, через которое на несколько минут каждый день около полудня внутрь попадает солнечный луч.
Пещера образовалась в обособленном карстовом массиве недалеко от хребта Илиница в Восточных Родопах. Скалы состоят из меловых известняков, подверженных влиянию эндогенных сил (тектонических движений). Процессы физического и химического выветривания привели к формированию входной части — расширившейся тектонической расселины.

## История открытия

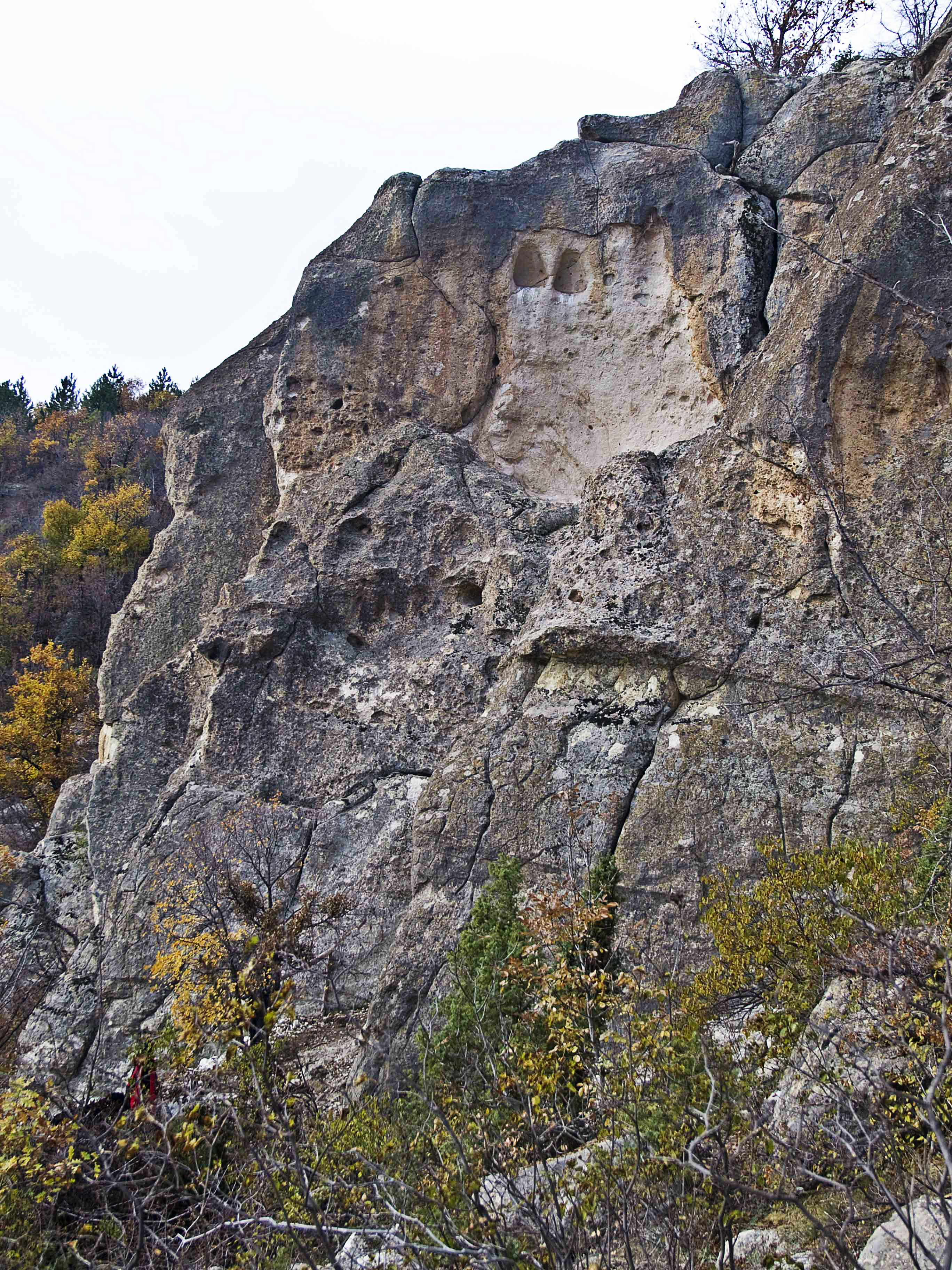
В непосредственной близости от входа в Утробату на скалах встречаются трапециевидные ниши

Пещера Утроба и её древнее сакральное значение были известны местным жителям. Официальное открытие объекта для археологии состоялось благодаря учителю, спелеологу Минчо Гумарову из Кырджали, который рассказал о пещере директору Исторического музея в городе Кырджали Павлу Петкову.
Сам Гумаров узнал о пещере в марте 1994 года от местных крестьянок, пасших в окрестности коз.
В 2002 году Гумаров убедил археолога Николая Овчарова посетить пещеру у села Ненково. Доцент Овчаров был настроен скептически, пока не увидел резные ниши недалеко от входа в пещеру, характерные для древних святилищ в Родопах.
На месте Николай Овчаров смог наблюдать явление, которое он интерпретирует как «символическое оплодотворение» Богини-Матери Богом-Солнцем, когда ровно в 12:00 часов дня солнечный луч проникает в утробу в виде гигантского светового фаллоса и начинает ползти к алтарю на дно пещеры. Только в определённый день в году солнечный свет достигает алтаря. Длинные проекции могут быть реализованы только тогда, когда солнце имеет отрицательное склонение, что происходит в зимний сезон.
Место пользуется большим интересом среди туристов и популяризируется Общиной Кырджали и Николаем Овчаровым, в том числе через организацию восстановленных зрелищных ритуалов (с танцами и жертвоприношением) у пещеры.

## В популярной культуре
В 2014 году появилась информация, что «у пещеры Утробата появился свой жрец». Как оказалось, россиянин Владимир Овсянников из Калуги с лета 2012 года регулярно посещает пещеру, он также утверждает, что поделился своими впечатлениями о необычайной энергии болгарской пещеры со знаменитой экстрасенсом Джуной.
Ясновидящие и экстрасенсы из стран Западной Европы и Северной Америки отправляют бездетные пары искать лечения в пещере — гиды рассказывают, что водили к пещере пары из США, Канады и Италии. По местному поверью, однако, нахождение в пещере может, наоборот, приводить к бесплодию.

## Другие подобные объекты

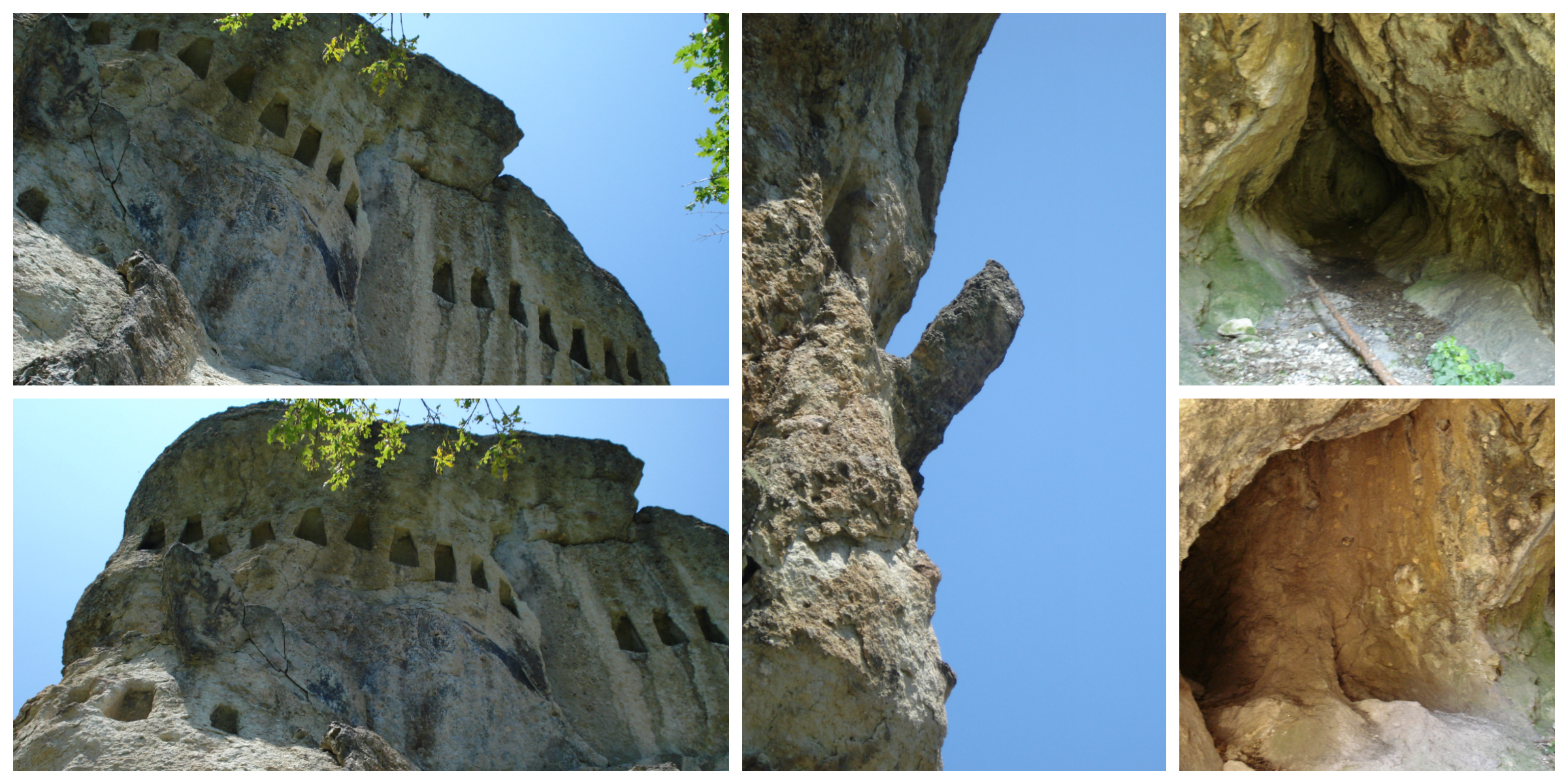
Сходный объект с трапециевидными нишами и пещерой-утробой в Пармак-Кая в скальном культовом комплексе у села Ночево

Публикация археологического объекта Тангардык-Кая и его активное освещение в СМИ вызвали своеобразный бум «открывательства» подобных утробоподобных пещер на территории Болгарии. Похожие пещеры были зарегистрированы:
- между сёлами Ночево и Йончово (объект Пармак-Кая в скальном культовом комплексе Ночево[болг.]);
- у села Бенковски (Община Златоград)[13], зарегистрирована профессором Мечиславом Домарадским в начале 1990-х годов;
- Филипповская пещера у села Филиповци[14];
- пещера-утроба на территории заповедника Ропотамо[15];
- трёхчастная пещера-утроба у села Татул в непосредственной близости от древнего скального культового комплекса с тем же названием;
- пещера в комплексе Харман-Кая[болг.];
- на территории культового комплекса у села Ковил.